# Anton Nagel (Geistlicher)
Anton Nagel (* 6. Mai 1742 in Moosburg; † 20. Juli 1812 ebenda) war ein katholischer Geistlicher, Historiker und Dichter.

## Leben
Anton Nagel besuchte das Gymnasium in Landshut. Nach dem sich anschließenden Theologiestudium am Fürstbischöflichen Lyceum in Freising wurde er 1768 zum Priester geweiht. Anschließend wirkte er als Erzieher in München, ab 1775 als Kaplan in Marching und ab 1790 als Pfarrer in Rohr, wo er als Schulinspektor den jungen Johann Andreas Schmeller förderte. 1803 resignierte er auf das geistliche Amt. Im selben Jahr wurde er zum Korrespondierenden Mitglied der Bayerischen Akademie der Wissenschaften berufen. 1807 erhielt er ein Benefizium in seiner Heimatstadt Moosburg.
Nagel, der dem Illuminatenorden angehörte, setzte sich für die Ziele der Katholischen Aufklärung ein. Ein besonderes Anliegen waren ihm die Erziehung zur Tugend und Vaterlandsliebe. Die meisten seiner Schriften und Schauspiele veröffentlichte er anonym. Sie waren seinerzeit sehr beliebt, gerieten aber rasch in Vergessenheit. Das patriotische Drama Der Bürgeraufruhr in Landshut entstand 1782 im Zuge des Bayerischen Erbfolgekriegs von 1778/79. Viele Gedichte verfasste er als Lobgedichte auf die bayerischen wittelsbachischen Herrscher. Seine Aufsätze wurden im Münchner bzw. churpfalzbaierischen Intelligenzblatt gedruckt.

## Werke
- Der Bürgeraufruhr in Landshut. Ein vaterländisches Trauerspiel in fünf Aufzügen. 1782 Digitalisat; Ausgabe 1807: Digitalisat.
- Beiträge ad Monumenta Geisenfeldensia, welche im 14 ten Bande der Monumentorum boicorum vom Jahre 1794 zu finden sind, geliefert 1800., handschriftlich (BSB Cgm 1773)
- Notitiae origines domus Boicae seculis X, et XI illustrantes: ex coaevis Libri Traditionum membranis Canoniae Svigae S. Petri Monasteriensis proxime Ciuitatem Vogaburgum, nostro aevo Monachorum Monasterium nuncupatae, et ex Codice diplomatico Parthenonis Bergensis … ; Monachii 1804, Academia Scientiarum Boica (Akademieabhandlung). Digitalisat